# Stereopalpus columbianus
Stereopalpus columbianus es una especie de coleóptero de la familia Anthicidae.

## Distribución geográfica
Habita en Colombia.